# 武山泰雄
武山 泰雄（たけやま やすお、1923年2月1日 - 2005年4月20日）は、日本のジャーナリスト。

## 人物
東京都生まれ。1946年（昭和21年）東京商科大学卒。その後日本経済新聞に入社し、記者、論説顧問、のち常務。1958年（昭和34年）に『アメリカ資本主義の構造』で日経・経済図書文化賞受賞。1972年（昭和47年）のリチャード・ニクソン訪中を予測した報道で71年度にボーン国際記者賞（現在のボーン・上田記念国際記者賞）を受賞した。武山事務所代表。
2005年（平成17年）肺気腫のため死去。葬儀は近親者のみで行われ、喪主は妻のジャネットが務めた。

## 著書
- 『アメリカ資本主義の構造 寡占経済とその社会意識』東洋経済新報社 1958
- 『現代日本の経営者 その戦略と戦術』日本生産性本部 1961
- 『経営者の勘 決定的瞬間における意志決定』光文社 カッパ・ビジネス 1963
- 『アメリカ資本主義と中間階級 大衆社会における意識と行動』東洋経済新報社 1964
- 『日本の経営 その風土と展望』鹿島研究所出版会 1965
- 『ビジネス・リーダーシップ』筑摩書房 経営学全集 1970
- 『袋だたきの日本 甘くない平和国家の道』サイマル出版会 1972
- 『日本の座標 生存のための構想』サイマル出版会 1974
- 『激動の80年代と経済広報センターへの期待』経済広報センター・シリーズ 1980

### 共編
- 『明日の経営』第1-7 松田武彦,野田一夫共編 鹿島研究所出版会 1966
- 『現代の産業社会 名著で考える』鎌倉昇共編 ダイヤモンド社 エグゼクティブ・ブックス 1969
- 『日米破局は来るか <日米同盟>危機のワースト・シナリオ』編 サイマル出版会 1988

### 翻訳
- カプラン, ダーラム, ランチロッチ『ビッグビジネスの価格政策』東洋経済新報社 1960
- T.K.クイン『デモクラシーの敵』東洋経済新報社 1963
- ジェームズ・バーナム『経営者革命』東洋経済新報社 1965

## 論文
- 武山泰雄「米国経済の動向」『経済人』第10巻第3号、関西経済連合会、1956年1月、ISSN 09108858、NAID 40000877686。
- 武山泰雄「アメリカにおける最近の労使関係」『労働時報』第9巻第9号、第一法規、1956年9月、ISSN 1342-5277、NAID 40003879867。
- 武山泰雄「ミサイル予算と米国景気」『経済往来』第10巻第3号、経済往来社、1958年1月、NAID 40000844226。
- 武山泰雄「論調に見るアメリカの景気」『経済評論』第7巻第9号、日本評論社、1958年7月、ISSN 02878801、NAID 40000899803。
- 原豊「武山泰雄著 アメリカ資本主義の構造 : 寡占経済とその社会意識」『三田学会雑誌』第51巻第10号、慶應義塾経済学会、1958年10月、926(86)-931(91)、ISSN 0026-6760、NAID 120005374833。
- 武山泰雄「アベグレン報告の背景」『別冊中央公論 経営問題』第3巻第4号、中央公論社、1964年12月、128-136頁、ISSN 04092465、NAID 40003447418。
- 武山泰雄「激動期における論説の使命 (現代新聞記者の基礎知識(特集))」『新聞研究』第224号、日本新聞協会、1970年3月、14-17頁、ISSN 02880652、NAID 40001952563。
- 武山泰雄「職業としての新聞記者」『新聞研究』第257号、日本新聞協会、1972年12月、43-55頁、ISSN 02880652、NAID 40001953076。
- 篠原三代平, 武山泰雄「日本経済の中期課題--見失われた論点を斬る」『世界』第376号、岩波書店、1977年3月、p75-93、ISSN 05824532、NAID 40002100527。
- 武山泰雄「ヨ-ロッパの花園を荒す日本」『文芸春秋』第55巻第5号、文芸春秋、1977年5月、p286-293、NAID 40003418435。
- 武山泰雄「ヒロヒト天皇の虚実」『青淵』第663号、渋沢栄一記念財団、2004年6月、48-51頁、ISSN 0912-3210、NAID 40020716129。